# Aulus Avillius Flaccus
Aulus Avillius Flaccus (* in Rom; † 39 n. Chr. auf Andros) war ein römischer Ritter und von 32 n. Chr. bis kurz vor dem 20. Oktober 38 Präfekt von Ägypten.
Der in Rom geborene Flaccus war ein Spielgefährte zweier Nachfolgekandidaten des Augustus, Gaius und Lucius Caesar, und ein Freund des späteren römischen Kaisers Tiberius. Flaccus war der Ankläger der älteren Agrippina, der Mutter des späteren Kaisers Caligula, die wegen ihrer problematischen Beziehung zu Tiberius in die Verbannung geschickt wurde. Bei der Nachfolgeregelung des Tiberius stellte Flaccus sich auf die Seite des Tiberius Gemellus und damit gegen Caligula.
Von 32 n. Chr. bis 38 n. Chr. war Flaccus Präfekt von Ägypten. In der Diasporagemeinde Alexandria, in der Griechen und Juden zusammenlebten, genehmigte er die Aufstellung von Kaiserstatuen in den Synagogen. Nachdem es deswegen zu Unruhen gekommen war, erklärte er die Juden per Edikt zu Fremden in der Stadt der Griechen. Als der neue jüdische König Herodes Agrippa I. auf dem Weg nach Palästina im August 38 in Alexandria Halt machte, wurde er von der griechischen Bevölkerung durch eine antijüdische Satire verspottet. Es blieb jedoch nicht bei verbalen und gewaltlosen Beleidigungen. Aufgehetzte Griechen stürmten die Synagogen und stellten dort Kaiserbilder auf, plünderten jüdische Häuser und Geschäfte und vertrieben, misshandelten und ermordeten Juden. Während dieser Ausschreitungen zwischen Griechen und Römern entzog Flaccus den Juden das Bürgerrecht. Außerdem ließ er 38 Mitglieder des Ältestenrates öffentlich auspeitschen. Die Ausschreitungen gegenüber Juden entwickelten sich zum größten Pogrom, das aus dem Altertum bekannt ist.
Einen Monat nach den Ausschreitungen wurde Flaccus, allerdings nicht wegen seiner Verfehlungen gegenüber den alexandrinischen Juden, von Caligula abgesetzt. Ihm wurde vielmehr der Prozess gemacht, weil er als Freund des Tiberius bei Caligula verhasst war. Flaccus wurde Verrat am römischen Reich vorgeworfen. Er wurde nach Andros verbannt und dort im Jahr 39 n. Chr. hingerichtet.
Die Hauptquelle zu Flaccus ist In Flaccum des jüdischen Denkers Philon von Alexandria.